# Fanarioci
Fanarioci (grec. φαναριώτες, fanariotes) – potomkowie greckiej arystokracji, pozostałej w imperium osmańskim po podboju Konstantynopola przez Turków w 1453. 
Zamieszkiwali głównie w konstantynopolitańskiej dzielnicy Fanarion. Trudnili się handlem dalekosiężnym (a przy tym często i szpiegostwem), dochodząc w XVII wieku do wielkiego znaczenia gospodarczego i politycznego. Znali po kilka europejskich języków, byli więc zwykle tłumaczami w służbach sułtanów, gdzie mogli wykazać swoje kwalifikacje i lojalność. Jako chrześcijanie często pełnili funkcje ambasadorów Porty Osmańskiej przy dworach europejskich oraz dragomanów lub podejmowali się specjalnych misji dyplomatycznych. Zajmowali też wysokie stanowiska w patriarchacie Konstantynopola, niejednokrotnie wpływając na wybór nowego patriarchy.
W latach 1711–1821 fanarioci (wówczas już niekoniecznie tylko pochodzenia greckiego) byli wyznaczani przez sułtanów na hospodarów Wołoszczyzny i Mołdawii, krajów podporządkowanych wówczas całkowicie Imperium osmańskiemu. Pierwszym z nich był Mikołaj Mavrocordat. Ich rządy charakteryzowały się dużą zmiennością na tronach i ograniczały się zwykle do krótkiego okresu rzędu 1,5–2 lat. Wynikało to z faktu pobierania ogromnych opłat przez sułtana za nominację na tron i chęci zwielokrotnienia przez niego zysku z tego tytułu. Po odwołaniu z jednego hospodarstwa zainteresowany (za opłatą) starał się o objęcie drugiego z nich, po czym – jeśli dysponował środkami – miał szansę na kolejną nominację. Np. Konstantyn Mavrocordat w ciągu 40 lat (1730–1769) dziesięciokrotnie obejmował trony hospodarskie: sześć razy na Wołoszczyźnie i cztery razy w Mołdawii. Na Wołoszczyźnie w latach 1711–1821 panowało 38 książąt z 11 rodzin. Zwykle fanarioci obsadzali ważne stanowiska przez Greków, przyznawali im rozmaite przywileje gospodarcze itp. Hospodarami zostawali najczęściej przedstawiciele rodzin Mavrocordat, Ipsilanti, Moruzi, Cantacuzino, Racoviță, Callimachi, Suțu. Zaprzestanie tej praktyki było wynikiem powstania na Wołoszczyźnie w 1821, a także utraty zaufania sułtana do Greków wobec wybuchu w 1821 powstania w Grecji. Zarówno w historiografii rumuńskiej jak i w potocznym odbiorze okres rządów fanariotów w Mołdawii i na Wołoszczyźnie utożsamiany jest z grecyzacją obu księstw, wyzyskiem ekonomicznym i upadkiem kultury narodowej.
Historycy wyróżnili ok. pięćdziesiąt rodzin fanariockich, w większości pochodzenia greckiego. Oto ich wykaz (znak † oznacza nazwisko zanikłe):
Argyropoulos • Aristarchi † • Balassaki † • Callimachi • Canano † • Cantacuzino • Caradja • Caratheodori • Caryophyle † • Chrisoscoleo • Dimaki • Evpraghioti † • Gheraki de Céphalonie • Ghika • Guliano † • Hangerli • Hrisoverghi • Iancoleo (della Rocca) † • Lambrino • Lapithi de Crète • Lascaris • Mamona • Manos • Mavrocordat • Mavrodi • Mavroyeni † • Morona † • Mourousi • Negri † • Palada de Crète • Paléologue • Plagino † • Ralli de Byzance • Rizo-Neroulo † • Rizo-Rangavi • Racoviță • Rallet • Ramadan † • Romalo • Rosetti • Scanavi • Schina • Souldjaroglou † • Souldjaroglou-Ghika • Suṭu • Tzouki † • Vatatzes • Veliki • Ventura • Vlahoutzi • Vlasto de Crète • Vogoridi † • Ypsilanti • Zerra.